# Gorno Spancevo
Gorno Spancevo (în bulgară Горно Спанчево) este un sat în Obștina Sandanski, Regiunea Blagoevgrad, Bulgaria.

## Demografie
Componența etnică a satului Gorno Spancevo
     Bulgari (95%)
     Nicio identificare (5%)
     Altele (0%)
La recensământul din 2011, populația satului Gorno Spancevo era de 80 locuitori. Din punct de vedere etnic, majoritatea locuitorilor (95,0%) erau bulgari. Pentru 5,0% din locuitori nu este cunoscută apartenența etnică.